# クイーンズブレイド
『クイーンズブレイド』 (Queen's Blade) とは、ホビージャパン社から出版されている対戦型ゲームブックである。通称『クイブレ』。
アメリカのフライング・バッファロー社が版権を持つ『ロストワールド』の日本展開版書籍で2005年より刊行されている。2007年には別シリーズクイーンズゲイト、2008年に続編クイーンズブレイド リベリオン、2012年にクイーンズブレイド グリムワールが刊行されている。また、2017年より再始動企画クイーンズブレイド アンリミテッドが発表された。
アニメ化、コンピューターゲーム化、小説化、漫画化など、多様なメディアミックスが行われた。

## 概要
クイーンズブレイドは、アメリカで発売されている『ロストワールド』シリーズのバリエーションとなるゲームブック作品のブランド名。ただしロストワールドと比べると、印刷方法や版形などに多少の相違がある。
| クイーンズブレイド     | ロストワールド（米）                       |
| ---------------------- | ------------------------------------------ |
| フルカラー             | モノクロ                                   |
| B5 ハードカバー        | ハーフレターサイズ 中綴じ                  |
| すべて女性キャラクター | 多様なファンタジーキャラ（モンスター含む） |

第1弾から第6弾までは、既存のロストワールド作品のイラストを日本国内の著名なアニメーターやイラストレーターによる美少女キャラクターに置き換える形になっている。第7弾以降では、フライング・バッファロー社による新規データを採用した完全新作も含まれている。「ロストワールドの共通システム」に則った作品であるため遊び方やルールは細かい差異を除けば共通しており、クイーンズブレイドシリーズを他のロストワールドシリーズに混ぜて対戦することも可能である。
本家のロストワールドとは異なり、キャラクターや背景世界などについて詳細に設定されている他、最大の点として、露出度の高い美少女キャラクターの露骨な扇情的な衣装・ポージング（あくまでも戦闘による体勢の変化、衣服の損耗などとして描かれる）がある。それを生かしてコミックやフィギュア、小説といった関連商品も多く製作されている。
なお、ゲームブック本誌において提供されているキャラクター個人の設定や人間関係はあくまで一例であることも併記されている。事実、アニメやコミックス・小説などにおけるさまざまな記述はゲームブックとは一致しないことも多い。
なお、ゲームブックは累計30万部発行されている。

## ストーリー
4年に1度開かれる女王を決める闘技会・クイーンズブレイド。美闘士達は様々な理由でクイーンズブレイドに参加する。その先に待ち受けているものは栄光の勝利か惨澹たる敗北か、それとも…。

## 刊行データ
第1シリーズ（2005年11月25日刊行）
- 流浪の戦士レイナ ISBN 978-4-89425-400-8
- 荒野の義賊リスティ ISBN 978-4-89425-398-8

第2シリーズ（2005年12月28日刊行）
- 牙の暗殺者イルマ ISBN 978-4-89425-401-5
- 森の番人ノワ ISBN 978-4-89425-399-5

第3シリーズ（2006年6月9日刊行）
- 武者巫女トモエ ISBN 978-4-89425-430-5
- 歴戦の傭兵エキドナ ISBN 978-4-89425-431-2

第4シリーズ（2006年9月29日刊行）
- 古代の王女メナス ISBN 978-4-89425-467-1
- 近衛隊長エリナ ISBN 978-4-89425-468-8

第5シリーズ（2006年12月23日刊行）
- 冥土へ誘うものアイリ ISBN 978-4-89425-495-4
- 高貴なる戦士レイナ ISBN 978-4-89425-494-7

第6シリーズ（2007年3月16日刊行）
- 光明の天使ナナエル ISBN 978-4-89425-515-9
- 武器屋カトレア ISBN 978-4-89425-514-2

第7シリーズ（2007年6月29日刊行）
- 炎の使い手ニクス ISBN 978-4-89425-568-5
- 帝都の聖女メルファ ISBN 978-4-89425-569-2

第8シリーズ（2007年10月18日刊行）
- 千変の刺客メローナ ISBN 978-4-89425-616-3
- 雷雲の将クローデット ISBN 978-4-89425-615-6

第9シリーズ（2008年2月15日刊行）
- 鋼鉄姫ユーミル ISBN 978-4-89425-666-8
- 鋼鉄姫ユーミル（2Pカラーカバー）

第10シリーズ（2008年6月20日刊行）
- 戦闘教官アレイン ISBN 978-4-89425-722-1
- 逢魔の女王アルドラ ISBN 978-4-89425-723-8

クイーンズブレイド 15周年記念出版（2020年9月30日刊行）
- 甲魔忍軍頭領シズカ ISBN 978-4-7986-2314-6

## キャラクター
派生作品における境遇、設定の相違等については

### 流浪の戦士 レイナ
身長：170cm。スリーサイズ：B88:W60:H85。
文字通り流浪の旅をしている冒険者で、一人称は「私」。出生は貴族の「ヴァンス伯爵家」第一継承者でエリナの実姉、クローデットの腹違いの妹にあたる。貴族社会に嫌気がさしていたこともあり、今では良きライバルであるリスティの生き方に感化されたことで継承権を放棄、旅に出た。そのためエリナやクローデットに追われる立場にあるが、旅を続けている今でも貴族の気品は失っていない。
主に修行と人助けのためモンスター退治を続けているが、性格は温厚でとても心優しい一面を持つ。その性格から、他の対戦相手から特に嫌われることも少ない。クイーンズブレイドには腕試しのために参加しており、「凄腕の戦士」と名高いエキドナと闘い勝つことを目標としている。優勝して女王になることなど興味がないらしい。
カトレアは憧れの対象であり、偉大なる冒険者として、家庭という幸せを掴んだ一人の『女性』として、そして愛しい人との間にその証である子供を授かった一人の『母親』として尊敬している。冒険者になった一因として、幼少時にカトレアとオーウェンの冒険談を聞いていたことがある。また恋愛に対しては奥手であるが、カトレアの話を聞く限り興味はある模様。
メナスの支配を目指す姿勢に対して、疑問を投げている。
イラスト製作には、アニメーション制作会社「有限会社REMIC」が協力している。

### 荒野の義賊 リスティ
身長：179cm。スリーサイズ：B90:W62:H85。
山賊の女頭目で、一人称は「あたし」。
普段は気短で怒らすと大暴れを起こしやすい反面、姉御肌で公平な面も持ち、弱者や仲間に分け前を与えるので乱暴者扱いされていても皆から好かれている。もとは孤児だったところを盗賊の頭目に引き取られ、彼が殺された後敵討ちをしそのまま盗賊団の頭目になった、という経歴を持つ。弱者のために優勝して女王となるためにクイーンズブレイドに参加した。
クイーンズブレイドに参加するために留守にしている間にエキドナに砦を奪われてしまっている。このことからリスティはエキドナに「蛇女」とあだ名を付け、彼女を倒すことに闘志を燃やしている。レイナとは一度剣を交えたこともあり、彼女をライバル視しており決着を付けたいと思っている。ノワの相棒のルーについては、彼がなぜかリスティの胸を見ると興奮して飛びつくので、苦手にしている。クローデットとは「山賊団の頭」と「将軍」の立場で幾多も剣を交えており、「よい貴族」と好感を持っている。
後にデルモアに操られて、女王アルドラの配下となるが、最終的に正気を取り戻す。

### 武者巫女 トモエ
身長：160cm。スリーサイズ：B87:W57:H85。
ヒノモトの精鋭戦闘部隊・武者巫女の1人で、その中でも1、2を争うほどの手達。武者巫女は通常民衆から畏怖混じり敬遠されがちだが、トモエは穏やかな人柄なため数少ない例外として大勢の人間に慕われている。一人称は「私」。
武者巫女局長の神主の命でクイーンズブレイドに参加する。
ケーキの存在を教えてもらい、そのまま好物となったことからレイナとは親友関係。大陸の美闘士たちのコスチュームが露出度の高いものばかりで下品だと思っている。エキドナのことは特に露出度が高いところから頗る下品と嫌っているが、あまりに露出が激しいメナスに関しては嫌悪を通り越し感心すらしている。またメルファの聖なるポーズをみて邪教と誤解する一幕も。また自分の刀について愛着があるようでカトレアに刀を業物と褒められたことで嬉々として刀の説明を始めた。トモエの刀は刀匠・クチナワの20本目の業物で金貨1000枚の価値があり、鍔の彫りにこだわりがあるらしい。
トモエの使う「ヒノモト武術」は相手の足を狙うことを恥としているため、その分ゲームでは上段攻撃（赤）は頭への攻撃で下段攻撃（青）はボディへの攻撃と集中しており場合によっては致命的なダメージを与えることが出来る。
『クイーンズブレイド 美闘士列伝 武者巫女絵巻』ではトモエが大陸へ旅立つ直前にヒノモトで物の怪や忍者と闘っていた頃の話が語られる。
アルドラが自分を抹殺しようとしたことを知り彼女に対してヒノモトを狙う理由を聞くが、話し合いにならず斬り合うことになる。

### 近衛隊長 エリナ
身長：168cm。スリーサイズ：B85:W54:H84。
大陸の有力者・ヴァンス伯爵の娘にて、レイナの実妹でクローデットの異母妹にあたる。現在ヴァンス伯爵の警備近衛隊長。一人称は「私」。ただしレイナに対しては自分の名前を一人称に使う。なおヴァンス伯爵に対しては公務では「伯爵」、プライベートでは「父上」あるいは「お父様」と呼び、クローデットに対しては「クローデット姉様」と呼び、レイナに対しては公務では「レイナ姉様」プライベートでは「お姉ちゃん」と呼ぶ。
近衛隊長としての責務のみならず暗殺・諜報活動も得意とし、メナスが沼地の魔女の手により復活したという情報を入手していた実績もある。大会には自分が最も動きやすい諜報用の格好で参加しているが、近衛隊長用の煌びやかな鎧やヴァンス伯爵の娘としてカモフラージュ用にドレスを纏うこともある。
武器は槍の他に、右手につけた鉄爪・相手の精神と肉体にダメージを与える呪言も扱える。これは元々『剣聖』と謡われた母マリアの技であり、エリナですら母の足元には及ばないと言っている。性格は残忍だが、その本質を悟られないように笑顔で取り繕う。しかし根っから残忍というわけではなく、気の会う者に対しては素直に接する面もある。トモエに対してもレイナの親友ということで嫉妬はしているものの、一戦士として認めている。
現状ヴァンス伯爵とレイナには親愛の情を持っている。特にレイナについては幼い頃から慕っているがその感情には姉妹としての愛情以上に何か歪んだものが含まれており、レイナのことを妄想するという癖を持っている。そう言った気性が敬遠されるのかレイナはエリナとはあまり関わり合いになりたがらず、結果エリナがいらつく一幕も。また異母姉のクローデットに対しては人格面や腕っぷしでこそ信頼しているが同時に堅物で無愛想とも思っており、敬遠している。
ヴァンス伯爵からのレイナ捕縛指令を受け、クイーンズブレイドに参加した。そのためエリナはクイーンズブレイドに優勝する気はまるでなく、身内のレイナとクローデット以外の参加者を皆殺しにしてでもレイナを捕縛して連れて帰る気である。アルドラに対して個人的にシンパシーを感じることがある。
イルマが牙の暗殺団所属ということを知っているため、エリナは任務としてイルマを殺そうとする。またトモエに対してもレイナと親友の間柄のため、ライバルとして意識している。
「体力回復」でも食べている腸詰にこだわりがあり、味が悪いと機嫌を損ねる。

### 雷雲の将 クローデット
身長：172cm。スリーサイズ：B98:W60:H87。
大陸の有力者ヴァンス伯爵の娘にてレイナとエリナの異母姉。一人称は「私」。レイナとエリナのことは名前で呼び、ヴァンス伯爵を伯爵と呼ぶ。ヴァンス伯爵が対女王のために作らせた長城警護の将軍でその武名は女王にも伝わるほど。天性の剣技の持ち主で、クイーンズブレイドでも優勝候補と目される。母親が平民階級だったため、ヴァンス家の継承権はレイナ・エリナと比べて低い。クローデットの母親は心の優しい女性でヴァンス伯と身分の差を越えて恋仲になっていたが、それを良しとしないヴァンスの両親たちはヴァンスに剣聖・マリアとの縁談を持ち込んだ。それを知ったその女性はヴァンスと国のためを思い、クローデットを身篭ったまま何も言わずにヴァンスの元を去った。その思いを汲んでいたヴァンスとマリアは女性の死後、クローデットを娘として引き取った。
ヴァンス伯に有能な家臣として育てられ、やがてレイナやエリナの補佐役として生きることが義務つけられている。
その立場ゆえクローデットは自分を押さえた行動を心がけてヴァンス伯の命令に遵守しており、レイナやエリナに対しても姉として振舞うが出過ぎないようにしている。自分の権限に甘えず貴族・領民・平民問わず公正な立ち振る舞いを行うため、領民や平民からは慕われており敵対関係にあるリスティにも評価されるほど。レイナも「立派な人」と尊敬の念を抱いており、王位を継承するべきと思っている。ただし、エリナは「どう接したらいいかわからない」と敬遠気味。
ヴァンス伯爵がエリナに続いてクローデットにもレイナ捕縛任務を出したため、クイーンズブレイドに参加する。個人的にレイナとエリナは大事な姉妹と認識しているがレイナに対しては自分の複雑な境遇上ヴァンス家の継承権を放棄したことが許せず、ある種の憎悪も抱いている。
「優秀で善良で公正なのはあくまでも臣下としての話。自ら上に立つ器量や雅量があるかどうかは未知数」、「自分の嗜好に沿うものは溺愛するが、そうではないものは憎悪し排斥する」という隠された短所は、クイーンズブレイド リベリオンへの伏線になっている。
自分の力量の自負から同じ優勝候補のエキドナやカトレアなら勝敗は分からないが、他の対戦者相手なら勝てると豪語している。また、アルドラのことは機会があれば倒す気でいる。
クローデットが使うツーハンデッドソード"サンダークラップ"は雷の魔力が付加されており、雷や稲光を使った戦いを得意とする。そのためクローデットの通り名が雷雲の将となった。サンダークラップはカトレアから買った物でその筋でカトレアとも交友関係がある。

### 武器屋 カトレア
身長：175cm。スリーサイズ：B120:W68:H99。
帝都ガイノスに「武器屋カトレア」を構える店主・オーウェンの妻であり、息子・ラナの母親。一人称は「私」。
かつては凄腕の冒険者「巨人殺しのカトレア」として大陸にオーウェンと共に名を馳せていた。オーウェンが鍛えた、通常の戦士では持ち上げることすら困難な大剣「巨人殺し」を軽々と振り回せるほどの筋力と、卓越した剣技の持ち主。
オーウェンとの結婚を機に夫婦そろって引退、「武器屋カトレア」を開店、経営も順調で幸せな毎日を過ごしていた。引退した今でも知名度や実力に対する評価は高く、「大陸の戦士の中でも確実に五指には入る」と噂されるほどだった。しかし突如夫が失踪。夫を探すため、「巨人殺し」と店の売れ筋商品である「万能ジャベリン」を携えクイーンズブレイドに参加した。
リーチと破壊力の高い「巨人殺し」と、投擲や突きに適した万能ジャベリンを切り替えて使いこなす。美闘士の中でも数少ない経産婦のキャラクターであり、そのため特殊能力『母は強し』を持つ。これにより恐怖に対して耐性があり、メナスの「シャウト」やアイリの「低級霊召喚」などの精神攻撃を受けつけない。しかし戦闘にはラナも一緒について来ており、それが足手まといとなり能力が制限されている。
冒険者時代の経験や商売柄として様々な武器に精通しており、トモエの刀がかなりの業物だと見抜いた。
ゲーム上ではラナを庇いながらのためダメージを受けやすいが「巨人殺し」とカトレア自身の筋力による一撃は相当に重く、相手が防御をしても軽微ながらダメージを与えることが出来る。また、遠距離からでもジャベリン投擲による攻撃手段を持つ。しかし、それぞれの武器の攻撃方法の有効な選択肢がやや狭く相手に行動を読まれやすい難点があり、物語上の設定とは裏腹にどちらかといえば中級～上級向けのキャラクターとなっている。
クローデットとも顔馴染みで、彼女の武器・サンダークラップを売った（または渡した?）らしい。
ユーミルから商売敵と言われたが、自分の武器屋は安価な物でそっちは高級品と上手くユーミルを言いくるめている。

### 炎の使い手 ニクス
身長：165cm。スリーサイズ：B86:W56:H83。
炎専門の女魔術師。一人称は「あたし」。
幼少時は両親がヴァンス伯爵の元で働く貧しい一家だったため、周囲から馬鹿にされていたがひょんなことから秘宝・フニクラを拾い力を獲得。周囲の人間を見返すためにクイーンズブレイドに参加し女王の座を目指す。
魔力を借りた代償としてニクスはフニクラの支配を受けている。ニクスはフニクラが自分を利用していることは理解しているが、以前の貧しい弱者に戻ることに恐れる余り嫌々フニクラに服従している。そして同時に、フニクラの力によって極めて強力な魔法を使えることを一番喜んでいる。
ニクスは本来は、常に弱者のために戦おうとする心優しい人間である。だが、同時に気弱な小心者である。虚勢で派手な服を纏い、慣れない強気な言葉遣いをするもののすぐに馬脚を現してしまう。そして不安や恐怖心、または単純な失敗からフニクラの力を制御しきれず余計に被害を大きくしてしまうこともしばしばある。このような状況からアレインからもフニクラを捨てるよう助言を受けたが、捨てられないでいる。
エリナに対して、母親がらみの理由による一方的な恨みを持っている。リスティに対しても昔山賊に手痛い目に遭わされたらしく、リスティに対してべそをかきながら戦おうとし逆にリスティに心配される一幕も。メナスのことをいけ好かないと思っている様子。
ゲームでは攻撃力はかなり高めだが時にフニクラがニクスにお仕置きダメージを与えるため、短期決戦が望まれる。
秘宝フニクラ
ニクスが所有している、先端が触手状の生きている杖のリビングウェポン。邪悪かつ暴力的な性格の暴君であり、ニクスに無限の魔力を与える代わりに彼女を支配しており、命乞いをしている盗賊を殺害するなどニクスの意に沿わぬ行動を取らせたり気分次第で彼女をいたぶったりする。
触手先端から回復効果のある体液を分泌でき、ニクスのピンチ時には回復させる場合もある。

### 帝都の聖女 メルファ
身長：166cm。スリーサイズ：B96:W64:H90。
原理主義に属する上級司祭。一人称は「私」でナナエルに対しては様付けでよぶ。
誰にも対しても慈悲深いため文字通り聖女と呼ばれるに相応しい存在だが、穏やかすぎて理不尽に対して拒絶すると言うことを知らないため、なし崩し的にクイーンズブレイドに参加させられる。
基本として戦士ではないため戦闘は苦手だがその代わりにディヴァインパワーと呼ばれる神の力を具現化させる技を習得しており、その技を使って自分の怪我を治したり相手に天罰を与えることも可能。
原理主義に属するがゆえにディバインパワーを聖なるポーズをもって行使している。現代では変かつ卑猥なものでしかないそのポーズも原理主義者のメルファにとっては神聖なものであるため、メルファはポーズそのものには他意はない。だがポーズをとる彼女への男性の視線は自然と熱を帯びたものになってしまう。メルファはそれに対して恥ずかしく思っているが、祖母のダンタンや自分達の信者のため嫌々やっている。また家である教会では練習用の無地のタイツでポーズの練習をしているが、信者が来ている場合制服でやるよう義務付けられている。
神に仕える者として敵対関係にある沼地の魔女のアンデッド軍団に対してはディヴァインパワーを使わずともフレイルに特殊な加工をしているため、致命的なダメージを与えやすい。しかし精神面は別で、アイリに対しては彼女の悪名や力などに恐怖心を持っている。
現在ナナエルが自分の家に居候しており、メルファはナナエルの扶養をしている。腐れ縁のような互いに信頼しあう間柄になっている。

### 鋼鉄姫 ユーミル
身長：120cm。スリーサイズ：B61:W52:H66。
「鋼鉄山」に住んでいるドワーフ王の娘。幼い顔立ちに似合わず一人称は「わし」。実年齢が約70歳なだけあって語尾に「じゃ」をつける老人風のしゃべり方である。
元々武器製造の生業をしていたが最近になって他国でも武器生産が始まり経営難になったので、自社の武器PRのためにクイーンズブレイドに参加する。ドワーフ族には『一騎討ちでドワーフ族の武器が破壊された場合、破壊した相手のどんな命令でもきかなければならない』と言う掟がある。そのためユーミルの父親はクイーンズブレイドへの参加を止めたが、ユーミルはドワーフの武器が破壊されることはありえないとドワーフ族の誇りを背負い旅立つ。
商売について陣営にはこだわりはないらしい。女王・アルドラ陣営でも反女王陣営でもかまわないようである。カトレアの武器が鋼鉄山の武器の売上げを落としたため、商売敵と思っている。鋼鉄山製武器は高性能だが、その代わりとても高価なものであるためかなり手を出しにくく、クローデットからも「鋼鉄山からは買わない」と明言されてしまっている。
蛇が大嫌いでなるべくならエキドナ（というより腰に巻いている魔法の蛇ケルタン君）との闘いは避けたいらしく、本編の見返し部分の「試合前会話イベント」では本気で嫌がっていた。
武器であるバトルアックスはいとこの鍛冶屋が鍛えたもので、重量が37kgある。力のあるドワーフ族なので素手でも持つことが出来るが、闘いを有利にするために先祖の筋力増強の魔力が込められているエンシェント・ガントレットを使用することにより片手でも軽々と扱うことが出来る。このガントレットは、ごつい外見に似合わずまるで素手のように器用に物を掴むことが出来る。
ドレスも一見ただの布に見えるが、ミソチル鋼を織り込んであるので防御力はチェインメイルに匹敵する。
視力は良く暗闇でも問題なく物を見ることが出来るものの、その状態では像が全て青く映るため色の認識まではできない。
第4シリーズでメナスと同時にダブル・プリンセス編として発売される予定だったが、2008年2月にようやく発売された。
ユーミルだけではなくドワーフ全て髪型や髭型にこだわりがあり、誰一人同じヘアースタイルの物はいない。なお先日ユーミルの髪型を見たとある錬金術師が、穴を掘る道具を思いついたらしい。
通常の本誌の場合、表紙が2Pカラー、見返しが闘技場のイラストとなっているがユーミルの場合、表紙は鋼鉄姫ユーミル大図解、見返しは増田幹生による鋼鉄山工房のイラストになっている。
ニクスが持つ、リビングウェポンフニクラの材質にも興味がある模様。
ゲーム本編では武器が壊れるとそれ以降「ダウンスイング」での武器や防具の破壊が無視される他、ユーミルの設定上オプションルールとして武器が壊れると即ユーミルの敗北が決定してしまう「武器破壊ルール」をプレイヤーの好みに応じて設定することが出来る。

### 歴戦の傭兵 エキドナ
身長：162cm。スリーサイズ：B94:W60:H86。
南の密林地域をテリトリーとする「ワイルドエルフ」と呼ばれる希少種族の出身で、500年以上個人戦では無敗を誇るエルフの傭兵。一人称は「あたし」。
腰に魔法の蛇「ケルタン君」を飼っている。
今でこそ周囲から凄腕の傭兵と言われているが昔「牙の暗殺団」の団長をしていた過去があり、イルマの師匠でもあった。クイーンズブレイドの参加者の中でも優勝候補と言われ、普段は冷徹に相手を仕留める。勿論500年不敗とはいえエキドナは全く苦戦しなかったわけでもない。負け慣れていないためかピンチになると弱気になることもあるが、それでも策略や駆け引きで盛り返すため隙が出来ない。
現在は、リスティの留守の間に奪った山賊団の砦を根城としている。
トモエのことを割と気に入っておりイジメたいとおもいよくからかう。クローデットやカトレアを強敵と見ているが、優勝候補の彼女達を相手にしても勝てると言いきれるほど戦闘に自信がある。素直に慕われるのに慣れていないのか、ノワのことは若干苦手の様子。アレインに対してはアレインの説教癖に調子が狂ってしまうために苦手と口では激しく罵り嫌っている模様だが割と馬が合うところや認めるところも多くあり、単純に仲が悪いというわけではない。
気に入った相手には意外と面倒見が良く、イルマを徹底的に鍛え上げた。反面、意外と女性らしい所がある。
クイーンズブレイドには誰かに雇われて参加しているらしく、優勝と女王の座には全く興味がないらしい。ただし依頼主及び依頼内容は今のところ不明。
ニクスの所有しているリビングウエポン「秘宝フニクラ」を知っている節があり、危険視している。
数百年前にヒノモト国へ旅に来ていたことがあり、その時に都で悪さをしていた妖怪「大舌入道」を退治したことがある。
ゲーム上ではイルマの師匠だけありカウンター技のブラック・ローズも使えるテクニカルファイター。使いこなしは難しいが、上手く扱うことができれば非常に強力な武器となる。

### 森の番人 ノワ
身長：158cm。スリーサイズ：B78:W55:H81。
人間とエルフのハーフ。一人称は「あたし」。
見かけは天真爛漫な明るい少女ながら人里で生活していた頃は動物と会話ができる能力と余りに神秘的な雰囲気のために村人から恐れられ周囲から孤立し、辛い日々を送っていた過去がある。現在でも人間からもエルフからも疎外されているがノワ自体前向きのため、ただ逆境に嘆くだけでなくそれをばねにして乗り越える強い一面を持ち、そう言った強さをイルマにも評価されている。
偶々エルフの里に迷い込み、そこでエルフの戦士長・アレインに見込まれ森の番人となる。相棒は小猿のルーで、ノワがピンチな時は硬質化して相手に襲い掛かる。ノワはエキドナのことをあこがれとして尊敬しているが同時に自分に居場所を与えてくれたアレインのことを大変慕っており、彼女のことを侮辱されるとエキドナ相手でも怒りを向けることも。アレインから教えられた格言を引用することが多く「〜って戦士長が言ってた」が口癖。アレインの命を受け、クイーンズブレイドに参加した。
天界に関しては少し憧れを抱いていたが、ナナエルのあまりの堕落ぶりにあきれかえっている。
イラスト製作にはアニメーション制作会社「有限会社REMIC」が協力している。

### 戦闘教官 アレイン
身長：160cm。スリーサイズ：B80:W54:H80。
森エルフ最古戦士でその経験を買われて戦士長となった。一人称は「私」。自他共に厳しいが面倒見がよく、相手に物を教えることを何よりも好みそのため周囲のエルフから賞賛と恐れを含んで教官と呼ばれる。ノワが森に迷い込んだ折、彼女の不遇を見かねてエルフとして受け入れ閑職だがノワがいられる都合を作るため森の番人の役割を与えた人物。
ノワのことを血の交ざった厄介者のハーフエルフとして扱っていた森エルフ協議会はノワを体良く追い出す名目としてクイーンズブレイドへの参加を選び、アレインにその命令を下す。アレインも嫌々ながらそれに従いノワをクイーンズブレイド参加させるも、個人的に気に入ったノワを守るために後を追い大会に参加する。
エキドナとも顔馴染みで彼女に会うとよく説教をするため、エキドナから千年処女やババア呼ばわりされてしまっているもお互いそれなりに相手を認めている。
フニクラに振り回されながらもそれを捨てられないニクスのことを哀れんでいる。
またユーミルから武器などを勧められるが、金属製の武器は使わないため拒否した。
戦闘中でもつい相手を指導してしまい、相手を強くしてしまう特性を持っている。このため持久戦に持ち込まれると相手に有利となりやすく、できるだけ速攻でかたをつけることが求められるため初心者では使いこなすことが難しいキャラクター。
アルドラの魔眼の恐ろしさについても知っているらしく、アルドラに挑戦しようとする参加者達に忠告した。
ノワと別れた後、故郷だったエルフの集落は沼地の魔女の手下によって滅ぼされ、自身も魔女の呪いにより森から出ることができない身となったが、アンネロッテに出会い、彼女を新たなる弟子として鍛えあげた。

## 天界

### 光明の天使 ナナエル
身長：162cm。スリーサイズ：B84:W57:H82。
天界のわがまま天使。一人称は「あたし」。ただし相手が男性または儀礼用の場合は自分の名前を使う。
地上世界の美しい男を物色するなどたびたびの不祥事を起こしたため業を煮やした天使長に「試練」を命じられ、クイーンズブレイドに参加。試練の証として腰に「聖乳」を下げており、それをこぼすと掟により天界に戻されてしまう。ナナエルは普通の武器では傷つかないが、聖乳を守りながら戦うことになる。
自称エリート天使だが、実際は落ちこぼれ天使。高飛車な性格で、かつ天界の威光を自分の力と勘違いしている所も見受けられる。地上世界の生物のことなど対等には考えておらず真面目に剣を交じわすことすらプライドが許さないため、セレスチャル・サーベルを念動力で動かして相手をさせている。かなりの男好きで、男に対しては気取った口調になる。ナナエルの言動を見て、セトラ曰く「腐っても天使」。反面、女性相手には大抵「アンタ」か「メス猿」呼ばわり。
当初はクイーンズブレイドに参加することをバカらしく思っていたが、観客に美形な男も多いことに気づき嬉しい様子。しかしナナエルの性格ゆえに、男達には今一つ相手にされていない。女王になれたら女達は即追放して男だけの国、要するに自分だけの逆ハーレムを作ることが夢であるが自らが天使であるという驕りが隙を作っていることに気がついていない。
飛行する分には問題にはならないが、背中の翼の大きさが左右異なっている。本人は大変気にしており、翼のことを言われると激怒する。
ゲーム中でも特定の行動を選択すると飛行することができる。飛行モードになると強力な飛行専用行動を選択できるようになりパラメーターの「身長」も6扱いとなるため、相手に対して「赤」の行動が有利になる。ただし飛行中は地上用の技を使うこともできなくなり、しかも打ち落とされるとノックダウンしたあげく余分に落下ダメージを受けてしまうというリスクを背負うこととなる。また翼にダメージを受けすぎるとその戦闘中に飛行できなくなることもある。またナナエルもダメージを受けると肉体部位を露出することも…。
超高空からの飛蹴りのフォーリングスターキックと気を纏って超高空から体当たりをするホーリーダイブと言う必殺技を持ち、ルチャリブレのような戦い方を得意とする。
現在メルファの部屋に居候中。メルファが選ばれた理由は聖職者達がナナエルが試練中であることに気づいて助力することを避けて逃げたところ、メルファだけが残ったため。家事全般はメルファがナナエルの分までやることとなっている。2人はお互いを信頼しておりナナエルはメルファだけは女性ながら大陸から追い出す気はなく、いつまでも友人として側にいてもらいたい模様で女性だが唯一ちゃんとメルファの名前を呼ぶ。
モデルの起源はカバラ72天使のナナエルまで遡る。カバラのナナエルはそこからスピリチュアルにおける72節季の守護天使の1人である「共感の天使・ナナエル」に派生している。
天使長
地上世界を監視する天界の使者「天使」の長。
ナナエルのたび重なる不祥事に業を煮やし、ナナエルにクイーンズブレイドに参加するように命じた。普段は穏やかな性格だがナナエルがわがままなどを言うと即落雷を落とすなど、怒らせるととても怖い。

## 女王軍

### 逢魔の女王 アルドラ
身長：145cm。スリーサイズ：B75:W53:H77
現在圧倒的な力で大陸を支配している女王で、一人称は「余」。戦士としても強く、クイーンズブレイド2連覇中。
その正体は最大級の宗教指導者教皇と冥界の王女のハーフで、属性はハーフデーモン。
武力と情報を重んじそれらを使い民衆をコントロールしているが、民衆自体には善政を敷いているため、彼らから高い支持を得ている。しかし自分に対して弓を引く相手に対しては徹底的に潰す独裁者としての側面も持ち女王の都ガイノスには兵士や暗殺集団『牙の暗殺団』を配置しており、それゆえ味方の宮廷魔術師からは恐れられ破れて欲しいと思われている。
幼少時代には放浪をしていた。本編開始8年前に召喚術を使い冥界の悪鬼・デルモアと契約しさらなる力を手に入れたが、その代償として成長が止まり見かけは少女のままとなった。さらには精神面でも狂気に侵されつつあるが、それでも全力で戦うことを恐れ自ら左手を拘束した。そのため、戦闘用の服装はボンデージ風の奇妙なスタイルをとっている。
女王として、統治や野望のために謀略を使うことも厭わない。
放浪時代に生き別れた妹がおり、その妹への想いがアルドラの行動原理の多くを占めている。女王になったことも、南方戦役を起こしたのも妹を探す意味を含んでいる。もしも妹が死んだとなったらアルドラが何をするか分からないため、その点からも周囲に恐れられている。現在、ヒノモトが妹を隠していると妄想しておりそれを理由にヒノモトへの侵攻を考えている。ヒノモト侵攻の一環としてトモエを危険視し、シズカに暗殺を依頼した。
今大会に大陸で対立するヴァンス伯爵とマリアの娘のレイナとエリナ、クローデットが参加していると聞き目障りに思ったのかイルマに抹殺指令を出したが、レイナをスカウトしようともした。
彼女の右目はあらゆるものを石化させる魔眼「石化邪眼」であり、力の抑制が効かないため普段は眼帯で封印している。クイーンズブレイドや暗殺などで自らに害を成す者達をことごとく石化しており、クイーンズブレイドの本会場「グレート・コロッセオ」に飾られている石像郡は実は反旗を翻した者達を石化し「愚者の石像」として見せしめに飾ったものである。ゲーム中でも相手に5点以上のダメージを与えると「石化邪眼」が使用可能となり成功すれば相手が石化し即勝利するため、相手プレイヤーはダメージが5点以上になる前に倒さなければならない。
普段は人間の姿をしているがこれはアルドラが魔力により衣装などを具現化している姿で、鏡などで見ると本来のハーフデーモンの姿が映り全裸であることが分かる。
また魔界より下級魔「ミニオン」を召喚することが出来、左肩に着けている「幻惑の宝珠」を閃光させることにより相手を一時的に戦闘不能にすることが出来る。

### デルモア
アルドラに仕える冥界の悪鬼。本編とアニメでは設定に差異がある。
本編においては、本編から8年前アルドラと契約し、アルドラにより強い力を与えるがデルモアの意に反し代償として不老と精神の不安定化を与えてしまっている。
またデルモア自身もその契約から冥界に戻れず、アルドラが死んだ場合にも消滅するという運命にある。
ただしデルモア自身は誰よりもアルドラを愛しているため、ずっとアルドラとともにいることを望み、戦闘時にアルドラを励ましたり怪我を治したりする。またリベリオンにおいては強制的に周囲の宮廷魔術師から契約を解除させられ、アルドラと別れることとなった。
アニメ版第2期の『玉座を継ぐ者』では堕天使デルモアと表記。沼地の魔女とはまた別種の悪党でアルドラを自分の野望のために利用していた。 最期は美闘士達の前に敗れるが、後に1回だけ蘇った。

### 牙の暗殺者 イルマ
身長：167cm。スリーサイズ：B85:W55:H83
普段は清掃業をしているが本来は女王直属の暗殺団「牙の暗殺者」所属の暗殺者。一人称は「私」。
エキドナをお前呼ばわりするが、心の内ではお師匠様と呼んでいる。これはエキドナから与えられた厳しくも効果的な鍛錬に対する感謝と、時に与えられた理不尽な仕打ちに対する不満に起因する。特に後者については、イルマにとってあまり思い出したくない汚点になっている。
主に王都での暗殺、諜報活動などの任務を与えられているらしく王都の全ての路地や建物を知り尽くしている。感情は乏しく見えるが、エキドナ曰く本来はとても熱い人間。また野良猫が好きで、餌をやってかわいがる優しさも持つ。兄の仇を独自に探り、それが主であるアルドラであることを知りその牙をアルドラへと向ける。
女王の命令で女王にとって邪魔な存在を消すためにクイーンズブレイドにエントリーするが、師匠のエキドナもエントリーしているためか任務以上に闘志を燃やしている。レイナも抹殺命令の重要ターゲットの一人だが、イルマの私情としては純粋に闘いを望む彼女に対して余り乗り気ではない。
自分が牙の暗殺団所属とばれるのはまずいため、表向きの所属はガイノス清掃員組合であり肩書きは大陸最強の清掃員を使っている。ただし女王や仲間以外にもイルマの正体を知っている者はおり、エリナもその1人。
得意技は二刀の剣で片方で相手の攻撃を捌きもう片方の剣で攻撃するブラック・ローズである。ゲームではこの技は撃ち負けない限り相手にカウンター攻撃が出来るが、ダメージは低めになっている。なおイルマは打たれ弱く、ある意味捨て身のブラック・ローズは諸刃の剣ともいえる。
なお、女王の命によりシズカにトモエの抹殺の依頼をしたためシズカとは面識がある。

### 牙を統べる者 リスティ
リスティがデルモアの影響で、アルドラの配下となった姿。

## 冥界

### 沼地の魔女
大陸制覇を企む魔女で別世界のモンスターや不死者を召喚できる。
メナスを蘇らせアイリやメローナを下僕としておいているだけあって相当な魔力を持っており、彼女が支配する沼地は彼女の魔力で面積を日に日に増大させている。
メローナやアイリにメナスの捕縛指令を出しているが、メナスが秘宝クイーンズゲイトを所有している可能性があり、かつ強力な手ごまになりそうだという理由。
強力なアンデッドや異界のモンスターを使役するため、教会からは倒すべき敵と認識され、女王アルドラやヴァンス伯爵からも警戒されていた。
魔女の正体は蜘蛛状の秘宝に封印された邪悪な精神体ではあり、現世においては彼女の力に見合った肉体に取りつかないと力が大幅に制限されるという弱点を持っている。
また自分の占いで予定を決めると言った大雑把な行動や、傍から見たら理解不能な言動をとることも多いが、純粋な力に加え、カリスマ性や大らかで部下思いな所などから配下達に慕われている。
次作にあたる『リベリオン』にて、アルドラ姉妹の母ウェルベリアの肉体を得て登場する。
詳細はクイーンズブレイド リベリオンの沼地の魔女ウェルベリアにて

### 千変の刺客 メローナ
身長：不明。スリーサイズ：不明。(気まぐれで自由自在のよう。)
沼地の魔女の側近として仕えるシェイプシフター。一人称はボク。他の対戦相手のことは基本的に君、同僚のアイリと沼地の魔女から離反したメナスに対しては名前で呼ぶ。
自分の姿を自在に変えると言う能力のため主に諜報・暗殺を生業としており、クイーンズブレイドには魔女からのかく乱命令を受けて参加する。
かなりのイタズラ好きで子供じみている面があり、迅速な任務遂行よりもターゲットをいかに驚かすかということに血道を注ぐ。またかなりフランクな性格で後述するように誰とでも対等に話す。めんどうくさがり屋でもあり、アイリにメナスの捕縛を押し付けたりもしているため一見いい加減な印象を受けるが自分の特技である変装に対しては誰よりも真摯に相手の仕草・行動パターンなどを直接確認・魔女の書物棚などで学習するといった真面目で努力家な一面も持つ。
メナスとは過去に沼地へ連れ戻すために戦ったことがあるが、現在どちらも友好的（古代女王の巻より）。
通常時は柔らかいが、戦闘中は自分の身体を変形・硬化させて武器を作り出して攻撃や防御を行う。その際、メローナは武装だけではなく衣服や外見までをコスプレのように模倣する行動を取る（ただし相手をからかうためあえて化けた本人以上にバストを大きくしたりなどの行動をとる）。また、周囲の小動物や植物を捕食し自分の生命力として無制限に身体を再生・巨大化する能力や防御を無視する溶解液を噴出する能力、体液で相手の武器を覆い攻撃力を奪うなどの特殊能力をいくつも有しておりそのため沼地の魔女直属の配下ながら魔女と対等に振舞うことを許されている。
しかし戦闘開始時の体力は低く、序盤は迂闊な行動が取れない。投げナイフや溶解液などの投擲武器を使えば文字通り自分の身を削ることとなる。また結局すべての攻撃が自分の体によるものであるため、アイリに対しては特有の精気吸収を常時受けてしまう弱点も持つ。

### 冥土へ誘うもの アイリ
身長：161cm。スリーサイズ：B86:W56:H83。
異世界から沼地の魔女に召喚された少女体の死霊で、現在は沼地の魔女のメイドにして彼女直属のボディガード。一人称は自分の名前または「私」。沼地の魔女を「御主人様」と呼ぶ。基本的に敬語で話すが同じく魔女配下のメローナや部下に対しては名前で呼び、口調もある程度砕けた物になる。
沼地の魔女からは服従の魔法を掛けられており雑用や諜報などで扱き使われているが、アイリは魔女のことを慕っているため特に不平など言わず健気に仕えている。怖いものは魔女のお仕置きとこの世界から消滅することの2つだけ。そのため淑やかかつ生存欲求が異常に強い。また見掛け・物腰や立ち振る舞いによらず気が強く、部下使いが意外と荒い。
アイリは死霊だが、その体は幽体ではなく完全な肉体で普通に触ることができる。服はアイリの意思で作り出しており、消すことも可能。そしてそれゆえにアイリ自身が"ダメージを受けた"と認識すると反射的に破けてしまうし、鏡にはその服は映らない。また意思次第でどんな服にすることも可能だがアイリ本人はメイド服をとても気に入っているため、魔女の命令などでなければ変える気は無い。
定期的に生者の精気を吸わないと姿が保てずこの世界から消滅してしまうため、"食事"として生者を襲う。精気は相手に接している部分のどこからでも吸収できるが、手を触手状に伸ばして触れるのが普通。そして一番の好物は部下の下級霊「低級霊ブラザーズ」を使って相手を金縛りにし、動けずに怖がる相手から吸収する精気。特殊能力として透明になり態勢を立て直すこともできるが、それには服・下着・肉体の順に消えるという多少の手間がかかる。ただし、精気吸収は生者以外には効果がない。
沼地の魔女が手っ取り速く大陸制覇をなすため、自らの手駒のなかで精鋭としてアイリをクイーンズブレイドに参加させた。そしてアイリの方も好物である美女と美少女の精気を好きなだけ食べ放題と聞き、沼地の魔女への奉仕と自分の食事のために喜んで参加した。
現在のクイーンズブレイド参加者でアイリが特に好みなのはリスティでガーリックの乗った特上ステーキに見えるらしく、トモエは活きのよい魚に見えるらしい。敵対関係にある聖職者の生気も大好物で、メルファに対しても油が乗りすぎていると称したがそれでも干からびるまで吸収する腹積もり。そのためアイリは対戦相手から文字通りの化け物扱いを受けている。また魔女から離反し自分の特技である精気吸収が通用しないメナスのことは苦手だが、沼地の魔女やメローナからメナスを連れ戻すよう命令を受けており魔女のいる沼地に連れ戻そうとする。
なお、本誌のあとがきにある通りこのキャラクターのイラスト製作にはキャラクターデザイナーの高村の所属するガイナックスが協力している。そしてクイーンズブレイド内で初めて肉体部位を露出したことでも有名になったが、メガミマガジン・クリエイターズ7巻で公式にアイリの肉体部位は相手の武器の錆ということになっている。
ゲームでは「アイリ側から触る」だけではなく「対戦相手側からアイリに触れた場合」でも精気を吸収できる。また、透明化を行うとHPを開始時に戻せるなど回復手段が豊富。だがアイリの初期体力は元々8ととても低く、その上格闘戦は苦手。行動の選択肢も狭く、修正値の高い行動もあまりないので対戦相手に一気に押し切られることが多い。『ロスト・ワールド』で全キャラクター中でも最弱クラスである「ゆうれい男（Wraith with Sickle）」をベースにされているため、かなり上級者向けのキャラクターになっている。
ちなみに、所謂ノーブラ・ノーパンであるキャラクターが大半を占めている本作では珍しく、(上記の通りアイリの意思によって作られた物であるが)ブラジャーとパンティーの両方を着用しているキャラクターである。(色は上下共に白)

### 古代の王女 メナス
身長：157cm。スリーサイズ：B90:W58:H85。
数千年前崩壊した古代王国・アマラの王女。一人称は「私（わたくし）」。
歴史書には、アマラ王国は数千年前メナスが「アマラ王国15代女王メナス1世」として即位する直前で重臣達の裏切りに遭い滅亡したと記されている。その後黄泉の世界で深い眠りに就いていたメナスは、世界征服の手駒を求めていた沼地の魔女によって蘇生された。そのため属性はアンデッドになる。しかし王女であるメナスは沼地の魔女の配下になることを拒絶し、旅の途中で出会った怪しい商人の話を聞いてクイーンズブレイドに参加しアマラを復興させようとしている。
元々天然ボケの性格に加え死後復活するまでの時間的隔絶から現在の世界にカルチャーショックを感じていることもあり、周囲から風変わりで不思議な雰囲気を纏った人物に見られている。また王家出身の誇りを持ち、自分とセトラ以外の周囲の人物を対等の存在と認めずそれらは自分とアマラの威光に跪くことを当然と思っており口調も丁寧ながら尊大さが見え隠れする。そしてそれ相応の指導力とカリスマ性を備えており、民衆からも支持されている。また過去における失敗から、無意味に相手の命までは奪わないようになった（ただしマッサージ師の腕一本を呪いで切断したが…）。
大陸制覇のためにユーミルを下僕にする野望を秘め、エリナをスカウトしようと考えている。また天使のナナエルに対しても彼女のことを天界の下僕と言い放っている。沼地の魔女からの追っ手・アイリのことを疎ましく思っているが、同じく沼地の魔女配下のメローナとは互いに好意的。またアマラ王家の財宝も残されているため、兵士を手に入れる算段がありカトレアに兵士1000人分の武装を要求する一幕も。
特殊能力として格闘殺人術の他、王家に伝わる呪いのオーラを両手から繰り出すことが出来、肩につけている包帯から相手を拘束し呪いをかけることも可能。呪いは戦闘ではもちろん、彼女の意に沿わぬ行動や気に障る行動を取った相手にも使われることがある。ただし呪いは生者にしか効果がないため、死霊のアイリには通用しない。
ゲームでは体力が若干低めでかつ打たれ弱い。成功すれば以後継続的にダメージを与えられる呪いは強力だが、即効性には劣るためそれだけでは勝てない。呪いをいかに当て、その後も相手の行動を読んでいけるかがポイントになるため、かなり上級者向けのキャラ。
美闘士列伝古代王女の巻において、生前のメナスは穏やかだが甘かったとされている。アナリスタに対して警告したセトラの忠告を無視し続けアナリスタの反乱を防げず降参しそのアナリスタに奴隷の穴に落とされ、メナスは命を落とした。その後魔女によって呪いの力を与えられており、メローナと戦ったところでその力を使い彼女を退けた。またアナリスタに対して憎悪を持っていたが、アナリスタが本当は孤独だったことに気が付き憎悪を克服する。
セトラ
メナスが所有しているリビングウェポン（リビング・セプター）。アマラ王国の秘宝の王笏であり、自らの意思を持つ。性別は男性。頭部は鋼鉄製の文字通り石頭で、戦闘で武器のメイスとして相手に直撃しても痛くないらしい。しかしメナスがシャウトを発動する際、セトラをマイク代わりとして使用するため、間近でメナスの超音波に近い大声を聞くためとても辛いらしい。
アマラ王国の初代女王の頃から従えていたが、王国滅亡の後人から人へと渡り4000年後、土産物屋ハンスに陳列されていた所でメナスと偶然かつ奇跡の再会を果たした。
性格は至ってダンディであるがとてもスケベでもあり、メナスのことを「お嬢」と呼ぶ。メナスと対等な立場で付き合う友であり、また戦闘時はメナスをサポートする良き相棒である。
フニクラに対しては、力尽くでニクスを支配しているその姿勢を嫌っている。変形して空を飛ぶことも可能。
アマラ王国が滅亡した本当の理由を知っている数少ない人物の1人（?）である。
声優は『クイーンズブレイド美闘士列伝　古代王女の書』では若本規夫。アニメ版では立木文彦。

## その他のキャラクター
初代女王
昔ヴァンス伯爵の祖先である王族を打倒し女王になった女性で、クイーンズブレイドのルールを設立した張本人。
ヴァンス伯爵
クローデット、レイナ、エリナの父親で女王に次ぐ大陸の有力者。貴族階級に不満を持つ平民からも唯一支持されるほどのカリスマ性を持つ。
クイーンズブレイドが始まるまでは王族として大陸を支配していた末裔と言うこともあり、保守派の首魁として女王アルドラと小競り合いをしている。
勝手に継承権を放棄して旅に出てしまったレイナを連れ戻すために、数々の説得や捕縛を試みている。その一環として、エリナ・クローデットに対してレイナ捕縛の命令を下した。
クイーンズブレイドに娘たちが参加することは嫌悪している。これは親として「負けたら何をされるか分からない試合などさせられない」という気持ちも勿論だが、クイーンズブレイド自体が『女王に自分の祖先が負けた』ことによって始まっているため、一種の「不名誉な証」となってしまっているからでもある。
厳しいが親バカな一面がありレイナ・エリナのことを後継者としてとても心配している。クローデットに対しては彼女の亡き母親に似た相手を思いやる性格を察しており、それを汲んで娘として接しておらず家臣として信頼している。
神主
東の果ての島国・ヒノモトの国家守護を預かるマサカド神社の精鋭戦闘部隊「武者巫女」を統べる局長。
霊力がとても高く、夢のお告げを受け、武者巫女の中で最も信頼できるトモエに「西の大陸の闘技会『くいーんずぶれいど』に挑め。」と参加を命じた。
ドワーフ王
大陸有数の鉄鉱石産地「鋼鉄山」のドワーフ族の王で、ユーミルの父親。クイーンズブレイドへの参加を勝手に決めたユーミルの身にもしものことがあったらとハラハラして止めようとしたりと、子煩悩な所がある。
オーウェン
「武器屋カトレア」の店主にして、カトレアの夫。かつては凄腕の冒険者「竜を討つ者 オーウェン」としてカトレアと共に名を馳せ、古代遺跡の探索、南海の巨人族との死闘、空気の薄い高山地帯でのフロスト・ドラゴン退治、邪教団の暗黒司教との激闘など数々の伝説を打ち立てている。苦難の末に結ばれ結婚を機に引退。その後「武器屋カトレア」を開店し、家族共々幸せな毎日を送っていたが突如謎の失踪を遂げている。並大抵の苦難ならば跳ね返せるであろう彼の失踪はかなりの陰謀と特殊な事態が絡んでいることが想像されるため、カトレアもラナもとても心配している。
店に妻の名前をつけるほどの愛妻家で鍛冶師としての腕もよく、カトレアの持つ大剣「巨人殺し」とクローデットの武器「サンダークラップ」もオーウェンが造ったものである。「巨人殺し」はオーウェンの鍛冶師としての初めての作品であり、「サンダークラップ」は正確にはオーウェンの鍛冶とシアンの魔力を込めた錬金術による合作である。
ラナ
「武器屋カトレア」の息子。戦闘中でもカトレアに引っ付いている為結果彼女の足を引っ張ることもあるが、その行動は父・オーウェンが失踪したため、カトレアまで失うのを恐れての上である。しかしカトレアの戦いを臆病なりに見守ろうとする芯の強い所がある。
シアン
大陸で名高い錬金術師で「偉大なる錬金術師」と呼ばれている女性。オーウェンとカトレアの冒険者時代の頃からの盟友。高品質の鉄で作った武器を安価で提供し「武器屋カトレア」の商売に協力するなど、今でも親友同士の付き合いをしている。ただしこの安価な鉄により、ドワーフの職人が困ることになってしまった。
続編ストーリー『クイーンズブレイド リベリオン』に登場する錬金軍師 ユイットの母親で錬金の奇跡 ヴァンテの製造者。
クチナワ
ヒノモト国の刀匠で、彼女の打つ刀はかなりの業物として高値で売れる。トモエは彼女の刀を使っており、カトレアも彼女の名前を知っていた。太古の昔数本の刀を作った後神隠しにあったらしい。
ケルタン
エキドナのペット兼パンツの魔法のヘビ。着替える時に楽をしたいと考えたある魔法使いによって産みだされた。合言葉を唱えると自動的に着脱するため、敵意のあるものに合言葉を知られると危険。
ダンタン枢機卿
メルファの祖母で原理主義教派の熱狂的指導者。
その為古来から伝わる聖なるポーズをメルファに取らせている。
教皇
アルドラの父親で宗教的最高指導者。
冥界の魔姫 ウェルベリア
アルドラの母親で魔王の娘。続編『リベリオン』において沼地の魔女に肉体を乗っ取られてしまう。

## ゲーム

### コンシューマーゲーム
『クイーンズブレイド スパイラルカオス』は2009年12月17日にバンプレストより発売されたPSP用ソフト。本ゲームの続編に『クイーンズゲイト』を原作とする『クイーンズゲイト スパイラルカオス』が発売されている。

#### オリジナルキャラ
見習い戦士 キュート
キャラクターデザイン - ぽよよん♥ろっく
声 - 斎藤桃子
クイーンズブレイドに憧れる戦士見習い。双剣を使う。裕福な家庭に育ち世間知らず。実は彼女の体には竜の巫女ミシェルが宿っている。
キュートの護衛役 ジャン
キャラクターデザイン - ぽよよん♥ろっく
声 - 神谷浩史
キュートの保護と護衛役の従者でサポート兼ツッコミ役。常識人だが妄想癖がありスケベで度胸と根性はない。
魔法使い ドーラ
声 - 日笠陽子
吸血姫 ラミカ
声 - 矢作紗友里
双角鬼 ケラット
声 - 井口裕香
女郎蜘蛛 アラネ
声 - 佐藤聡美
ランシェル＆スーシェル
声 - 豊崎愛生

#### 主題歌
オープニングテーマ「one」
作詞 - YUI / 作曲・編曲 - 橘尭葉/ 歌 - 妖精帝國
エンディングテーマ「月下香」
作詞 - YUI / 作曲・編曲 - 橘尭葉/ 歌 - 妖精帝國

### モバイルゲーム
『クイーンズブレイドi』
i-mode向けに2007年12月3日より正式サービス開始。前段階としてクローズドβテストが同年10月29日から11月3日まで行われた。別名『対戦型ビジュアルブックサイト クイーンズブレイド』。現在は終了している。

### ブラウザゲーム
『クイーンズブレイド THE CONQUEST』
InternetExplorer7以上およびMozilla Firefox（最新版）で、Adobe Flash Player最新版の搭載を動作環境に推奨するPC用のブラウザゲームが2012年3月23日にオープン。2012年9月27日にYahoo! Mobage版が開始された。配信元はAiming。ジャンルはRPGストラテジーゲーム。現在は終了している。
『クイーンズブレイド』
GREEで2016年3月4日より配信開始されたブラウザゲーム。モバイルゲームを主に扱っているGREEでは珍しいPC用のゲームである（ただしスマートフォンでも利用可能）。配信元は同社。年齢制限付き。対象環境はMac OS X 10.7以降とWindows Vista /7/8。PC版GREEリニューアル時には存続していた。現在は終了している。
『クイーンズブレイド WHITE TRIANGLE』
スマートフォン向けブラウザゲーム。公式サイトによればジャンルは「アーマーブレイクRPG」。美闘士18人のキャラクターデザインはアンリミテッド版となる。
「enza」をプラットフォームに2019年3月14日より配信。配信元はバンダイナムコエンターテインメント。
2018年11月24日に開催された「メガホビEXPO2018 Autumn」において実施されたステージイベントでは、ゲームシステムは『クイーンズブレイド スパイラルカオス』を受け継いだものであることが発表され、ゲームオリジナルキャラクターのグラフィックや声優などが公開された。
また、このゲームの最新情報を伝えるラジオ配信番組『&CAST!!!アワー クイーンズブレイド TRIANGLEスクランブル』が2018年12月26日から&CAST!!!にて生配信、2019年1月6日から9月29日まで文化放送、10月4日から超!A&G+で&CAST!!!配信分を再構成した収録番組として放送・配信している。パーソナリティはテイラー役の山北早紀、ジョーン役の澁谷梓希、メイ役の櫻井海亜。
2020年5月18日をもって約1年２か月という期間でサービス終了し、現在はプレイすることができない。
『クイーンズブレイドリミットブレイク』
G123で2022年2月10日より配信開始されたHTML5ゲームによる動作環境のブラウザゲーム。配信元はCTW。ジャンルはターン制RPG。

### パチスロ
『パチスロ クイーンズブレイド 流浪の戦士』
JPSから2012年4月発売。Aタイプ＋RT搭載。
『パチスロ クイーンズブレイドII 玉座を継ぐ者』
JPSから2013年8月発売。AT特化タイプ。追加スペックの「バトルバージョン」は12月発売。

### パチンコ
『CRクイーンズブレイド レイナ』
高尾から2012年10月発売。
『CRクイーンズブレイド アルドラ』
高尾から2012年10月発売。
『CRクイーンズブレイド ナナエル』
高尾から2013年1月発売。
『CRクイーンズブレイド2 レイナ』
高尾から2015年11月発売。V-STタイプ。
『CRクイーンズブレイド2 アルドラ』
高尾から2016年4月発売。
『CRクイーンズブレイド 美闘士カーニバル』
高尾から2017年11月発売。

#### オリジナルキャラ
パチエル
声 - 菊池こころ
アニメオリジナルのハチエルそっくりの天使。パチンコホールの制服姿をしている。
ガチエル
声 - 菊池こころ
アニメオリジナルのハチエルそっくりの天使。王冠を被っている。

## 関連書籍
クイーンズブレイド 美闘士列伝
クイーンズブレイドのキャラクターのストーリーが語られるドラマCDつきビジュアルブックシリーズ。
ヴァンキッシュド・クイーンズ
クイーンズブレイドのキャラクターが敗北した姿が描かれるイラスト・ショートストーリー集。
小説化作品
HJ文庫より発売。
漫画化作品
以下の4作品が連載されている。
- クイーンズブレイド -Hide&Seek-（南崎いく）
  - 『月刊コンプエース』（角川書店）
- クイーンズブレイド ストラグル（AstroguyII）
  - 『電撃黒「マ）王』（アスキー・メディアワークス）
- クイーンズブレイド 流浪の戦士（吉川かば夫）
  - 『月刊コミックアライブ』（メディアファクトリー）
- ナナシの転生クイーンズブレイド（原作：緋月アキラ／作画：橘みんみ（プラス81））[16]
  - 『ファイアCROSS』（ホビージャパン）

行列のできる 美闘士相談所
とれたて!ほびーちゃんねるで連載されていた読者参加型コーナー『行列のできる 美闘士相談所』。全16回。イラストはふりすく。
クイーンズブレイドTHE LIVE 冥土へ誘うものアイリ 森下悠里EDITION
コスパ協力によるアイリに扮する森下悠里のコスプレ写真集。ISBN 978-4-89425-940-9

## 世界設定
以下五十音順

### 国・地域
ヴァンス伯爵領
西の方にある領地で緑あふれ資源も豊富な所。そのためアルドラ女王軍とクローデット率いる伯爵軍の小競り合いが絶えない場所でもあり、女王の領地との国境に超々距離にも及ぶ城砦「長城」を築いている。貴族に対して懐の暖まる商売になるため商人らもよく訪れる。
初代女王に追い出された王族や貴族が多く彼らが平民から重税を搾り取り贅沢な暮らしをしているため、ニクスら平民は貴族に対して嫌悪感をもっている。さらに近年リスティの活躍で貴族による王権体制に疑問を持つ平民が増えており、貴族であるレイナもそれに感化されたことは伯爵にとっては皮肉な話である。
主な兵力として、クローデットが将軍を務める精鋭騎士団「白虎騎士団」とエリナが近衛隊長を務める諜報、護衛部隊「近衛隊」がある。そしてヴァンス軍の他に領土のクローネンベルグ家含める四方の伯爵による「四方軍」などがある。
かつて南方にも屈強の兵を多く輩出した領土が多々あったが、アルドラによる大戦「南方戦役」の時に壊滅的な大打撃を受けた。
エルフの森
大陸の北の方にあり、森の中央部には森の命の根源というべき「霊樹」を中心とした「樹上都市」がある。女王・ヴァンスのどちらにも仕えず中立を保っており民主的な評議会がある。南の方にも別の森があるがその方には希少なワイルドエルフが生息している。エルフ達は礼節を備えているため、露骨に相手を見下すことはしないが閉鎖的で純血主義なところがあり、よほど感の鈍い人間でもなければすぐそれに気がつくほどである。このため、ハーフエルフのノワは仲間と認めておらずむしろ厄介者と煙たがっていた。これはまさに血統の問題で、実際アレインが言うにはノワ個人に対して悪意を持っているわけではないらしい。
クイーンズゲイト
沼地の魔女が探している秘宝で時空を超える効力があるようだがまだ謎に包まれている。
参考：同名の対戦型ビジュアルブックシリーズ『クイーンズゲイト』が2007年11月30日に発売されている。詳細はそちらを参照。
鋼鉄山
大陸有数の鉄鉱石産地でユーミルの故郷。ドワーフ族が鉄を生産し、その鉄で武具や工芸品を作り出し一大国家を築いている。また武具の耐久性などに優れる希少鉱物である「ミソチル」が採れる産地でもある。
以前はここを押さえた者が天下を取れるとまで言われたが、現在では下火で以前ほどの勢いはない。
古代の王国アマラ
大陸の南方に存在した古の国家。エジプト文明と酷似した文化形式と推測される。メナスが「アマラ王国15代女王」になろうとした直前で滅びた。その詳細については「美闘士列伝　古代王女の書」に記されている。
島国ヒノモト
東の領地より更に東にある小さい島国で、主に「マサカド神」なる神を信仰しており、大陸とは異なる平安時代の文化形式と酷似していると推測される。「物の怪」なるモンスターと似た生態系を持つ化け物も存在し、国家守護を受け持つ「マサカド神社」の戦闘精鋭部隊「武者巫女」が国中を駆け巡り討伐をしている。日本がモデルと推測される。
女王の都 ガイノス
現女王が治める都の名前で、共に原理主義教派の聖地。かつて王族が統治していたが政治が腐敗しさらにモンスターが攻め込み混乱していた最中、一人の女が王族を追い払い女王となった。それ以来クイーンズブレイド優勝者がこの都を治めている。主な場所として帝都の中心地に構える女王の居城兼闘技場「グレートコロッセオ」や、原理主義教派の本拠地である「大聖堂」、「土産物屋ハンス」・「武器屋カトレア」などの主にクイーンズブレイド関係の商店が立ち並ぶ「バザール・オブ・ホビーナ（趣味の市場）」などがある。現在はアルドラが統治している。
天界
クイーンズブレイドの世界で「天使」が住んでいる場所。天使長と普通の天使たちが存在すること以外は詳細不明。
沼地
東の領地だが、沼地の魔女が召喚する強力なモンスターやアンデッドが大量に跋扈しているためとても危険な場所。かつ特に資源もないためアルドラ女王・ヴァンス伯爵とも警戒はしているが手出しはせずに放置している。そのため実質沼地の魔女が支配している地域として独立しており、現在も魔女の魔力により沼地は拡大中。
冒険者らが魔女の討伐に行くこともあるが大抵はモンスターやアイリ・メローナなど魔女の側近に返り討ちに遭い、魔女に忠誠を誓うアンデッド兵士として生まれ変わることとなる。

### 用語
ヴァンス家
大陸では元々王族だった事もある、女王に匹敵する名家。紋章は白虎をあしらったデザインで、レイナとエリナの母親である剣聖マリアが嫁いできた際に連れてきた白虎をモチーフにしている。かつてマリアが所属していた近衛隊のシンボルでもあり、現近衛隊長のエリナの衣装も白虎をイメージしている。
牙の暗殺団
女王直属の暗殺団。女王に不都合な存在を影で消す、悪名高い存在。構成員の素性は極秘で、カモフラージュとしてあまり目立たない職業についている。女王と直接敵対しているヴァンス一族が第一級ターゲットらしい。メンバーの戦い方は暗殺に特化しており、変則的な戦術を得意とする。初代団長・エキドナの時代には「生存確率の高い優秀な暗殺者と、それをサポートする組織」という信念の元、生存を重視し死を忌避するように運営されていた。だが女王直属となった現在では、女王から機密保持のために自害をするよう命令を受けている。これに対してエキドナは女王にいずれ話をつけようと思っている。
宮廷魔術師
女王に仕える魔術師で、主に占いなどの補佐的な役目を果している。大会開催中は自分で見た光景を魔術により大陸全土の水晶球に映し出すというテレビクルーのような役割も果している。アルドラから妹の捜索も命じられているが占星術で妹が死んでいる確率が高いと出ているが、そのことをアルドラに話した場合とても危険な状況になるので、そのためアルドラがいつか真実を知る前に誰かに倒されてほしいと願っている。第三シリーズ『クイーンズブレイド グリムワール』の主人公アリシアも宮廷魔術師の一人である。
クイーンズブレイド
大陸の「最も強い女性がこの国を支配出来る」という建国から続く伝統に従い、国の女王を決める命懸けの競技会。
4年に1度開催され、12歳以上の女性であれば、たとえ他国の者でも参加出来る。また、人間でなくとも知的生物の女性であれば参加出来る。
ルールは己が得意とする武具や殺人技を駆使して命懸けの試合とし一方が試合放棄するか、試合不可能になるか絶命するまで決着はつかない。そして参加者が決勝戦で勝利した後、現女王が望むならば最後に女王と対戦することが出来る。
試合の組み合わせは公表されず、試合3日前に使いの者から試合日と場所を伝えられる。場所はどちらかの相手のホームグラウンドであることが多くホーム側は相手と時間は教えてもらえず、アウェイ側は相手を教えてもらえる。
闘いの模様は宮廷魔術師の魔法により全国の水晶球に中継され、民衆は闘いの様子を熱狂的に観戦する。また観客にはかなり男性が多いようである。
本編でちょうど120年の開催。すなわち30回大会である。
原理主義教派
大陸に古来から広まっている宗教の一教派で、数千年前に記された経典の内容を一字一句厳密に執行するという教理を説く。
その教理に基づき、原理主義者は神の力を顕現させるディヴァインパワーを行使する際に経典に記された「聖なるポーズ」を忠実に実行する。ただしこのポーズは現代一般には変かつ卑猥なものに見えるため、そして実際は修行を積み重ねればポーズをとらなくても力は発揮できるため現在では原理主義教派以外にはこのポーズを教える宗派はない。
現在原理主義教派の勢いは低迷し、そのため指導者のダンタン枢機卿は孫娘のメルファをクイーンズブレイドに参加させた。
他の多くの宗派同様、沼地の魔女率いるアンデッド軍団を天敵ととっている。
聖乳
怪我などを治す効力を持つ。天使が腰に付けている場合は、その天使は修行中と言う意味合いがある。
ヒノモト武術
島国ヒノモトの武術で、主に剣術・徒手拳・護身術などを取り入れている。相手の足を狙うことを恥としているため、下半身を狙った技が無い分上半身への技が発達している。
保守派
貴族など保守的な反女王思想の強い集団で、ヴァンス伯爵が彼らの代表として女王と小競り合いをしている。
魔法盤
魔法により音声等を録音されたCDのようなものと推測される。大会開催中は通常よりも売り上げが増すらしく、特に人気戦士の魔法盤は即日完売するらしい。
マサカド神
東の島国ヒノモトの大神で、マサカド神社にて守護神として奉られている。その神札には、物理攻撃はもちろん魔術・呪術などの攻撃もある程度防ぐ強い加護の力がある。
名前の由来は平安時代の武将にて東京の守護神とされている平将門と推測される。
ミソチル鋼
鋼鉄山でのみ採掘される希少鉱物で、防錆・耐久性に優れる。また繊維クラスにまで加工ができ、衣類に織り込むことにより「衣類並みの軽さ」と「チェインメイル並みの耐久性」を両立させることが出来る。しかし採掘量が極めて少ないため、他の鉱物よりも数倍高価。
土産物屋
土産物屋ハンスが主人を務める店で、ガイノスの闘技場の一階にある。主な商品として出場選手の彫像や魔法盤などを売っている。
武者巫女
ヒノモト国、マサカド神社直属の精鋭戦闘部隊。賊はおろか妖怪の手合いとも闘える戦闘能力を持ち、そのため周囲からは畏怖される。局長である神主の元、霊力の高い女性のみで構成されており主に国家守護と物の怪の討伐の任務に就いている。
全員がヒノモト武術の使い手であり、刀・弓矢などの武器を使用し、それに己の霊力をかけて攻撃する。また防御手段としてマサカド神の加護が得られる神札を周りに浮遊させている。
リビングウェポン
文字通り自分の意思を持つ生きた武器。ゲームブックに登場しているものでは、セトラとフニクラがそれに当たる。
その強大な能力のため神具として用いられたり、王族など高貴な身分の権威として用いられる場合が多い。
ただし持ち主が強い意志を保たなければ、武器の性格・意志に振りまわされ破滅へ向かうこととなる。